# Atrichopogon bilineatus
Atrichopogon bilineatus är en tvåvingeart som beskrevs av Jean-Jacques Kieffer 1922. Atrichopogon bilineatus ingår i släktet Atrichopogon och familjen svidknott. Inga underarter finns listade i Catalogue of Life.